# Округ Вудс (Оклахома)
Вудс (енгл. Woods County) је округ у америчкој савезној држави Оклахома.

## Демографија
По попису из 2010. године број становника је 8.878, што је 211 (-2,3%) становника мање него 2000. године.
| Група             | 2000.         | 2010.         |
| Белци             | 8.354 (91,9%) | 7.684 (86,6%) |
| Афроамериканци    | 216 (2,4%)    | 290 (3,3%)    |
| Азијати           | 48 (0,5%)     | 77 (0,9%)     |
| Хиспаноамериканци | 220 (2,4%)    | 424 (4,8%)    |
| Укупно            | 9.089         | 8.878         |